# Irina Rodninová
Irina Konstantinovna Rodninová, rusky: Ирина Константиновна Роднина (*12. září 1949, Moskva, Sovětský svaz) je bývalá ruská krasobruslařka závodící v kategorii sportovních dvojic. Během své kariéry vybojovala se svými partnery tři zlaté olympijské medaile, 10 titulů mistrů světa a 11 titulů mistrů Evropy. V roce 2014 se jí dostalo cti zapálit spolu s legendárním hokejovým brankářem Vladislavem Treťjakem olympijský oheň na olympiádě v Soči.

## Kariéra
V předškolních letech Rodninová často trpěla zápalem plic. Její rodiče jí chtěli přimět k aktivitě, proto jí v roce 1954 přivedli k bruslení. Od 13 let trénovala ve sportovní přípravce CSKA.

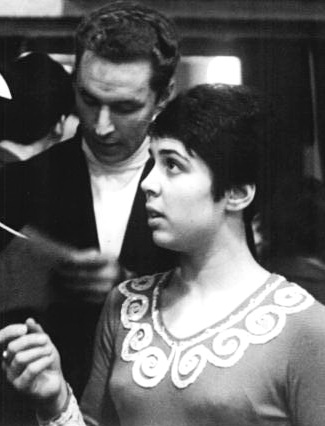
Irina Rodninová a Alexej Ulanov v roce 1970

V roce 1963 Rodninová začala bruslit se svým prvním partnerem Olegem Vlasovem, trénovali je Sonia a Milan Valunovi. V roce 1964 se jejím trenérem stal Stanislav Žuk, který ji dal dohromady s Alexejem Ulanovem. Spolu vyhráli čtyři po sobě jdoucí světové a evropské tituly. Svůj první světový titul získali v roce 1969, před párem Tamara Moskvinová a Alexej Mišin. Další dva tituly pak přidali v letech 1970 a 1971, vždy před dvojicí Ludmila Smirnovová a Andrej Surajkin. Ulanov se však zamiloval do Smirnovové a před olympiádou oznámili, že následující sezónu již budou bruslit spolu. Na ZOH 1972 v Sapporu dobyli Rodninová s Ulanovem zlato. Pak se připravovali na svou poslední společnou soutěž, Mistrovství světa 1972 v Calgary. Při tréninku den před zahájením soutěže došlo k nehodě a Rodninová skončila v nemocnici s otřesem mozku a intrakraniálním hematomem. Přesto předvedli výborné představení v krátkém programu a obdrželi i několik šestek (6.0 byla tehdy nejvyšší známka). V dlouhém programu se Rodninová cítila slabá a měla závratě, přesto jejich výkon stačil na zisk v pořadí již čtvrtého titulu mistrů světa. Ulanov se pak vydal pokračovat v kariéře se Smirnovovou, zatímco Rodninová uvažovala o odchodu do sportovního důchodu.
V dubnu 1972 jí trenér Stanislav Žuk navrhl, že by se mohla spojit s mladým petrohradským bruslařem Alexandrem Zajcevem, který měl dobrou skokovou techniku a rychle se učil prvky. Rodninová přijala a pár začal společně trénovat. Na mistrovství světa 1973 v Bratislavě přestala při jejich jízdě v krátkém programu hrát hudba, pravděpodobně vinou československého technika, který se tak mstil za pražské jaro. Rodninová se Zajcevem se přesto dokázali soustředit a jízdu v hlubokém tichu dokončili. Vysloužili si bouřlivé ovace publika a soutěž sportovních dvojic následně vyhráli před párem Smirnovová a Ulanov. Totéž pořadí se opakovalo i následující rok.
V roce 1974 se Rodninová se Zajcevem rozešli s trenérem Žukem a začali trénovat pod Taťjanou Tarasovovou. V letech 1975–1978 vyhráli další čtyři světové tituly a triumfovali i na ZOH 1976 v Montréalu. V sezóně 1978–79 nezávodili, neboť Rodninová byla těhotná. Syn, jehož otcem byl Zajcev, se narodil 23. února 1979. Ke krasobruslení se vrátili, aby vybojovali zlaté medaile na ZOH 1980 v Lake Placid. Poté ukončili aktivní kariéru.
Její tři zlaté medaile z olympijských her, deset titulů z mistrovství světa a jedenáct titulů z mistrovství Evropy z ní činí nejúspěšnější krasobruslařku historie.
Rodninová trénovala mnoho elitních sovětských bruslařů a přednášela na univerzitě v Moskvě. V letech 1990–2002 trénovala ve Spojených státech a mimo jiné přivedla ke světovému titulu český pár Radka Kovaříková a René Novotný.

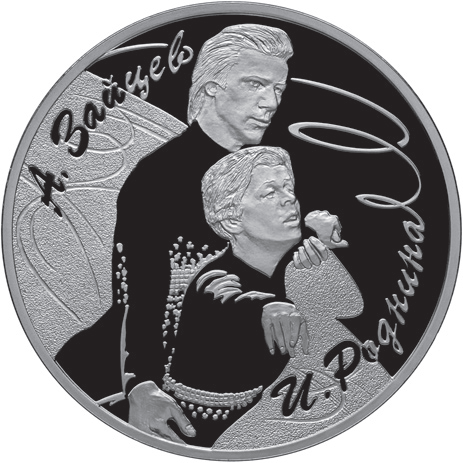
Památeční mince s Irinou Rodninovou a Alexandrem Zajcevem

Od roku 2005 je Rodninová členem Občanské komory Ruské federace. Od roku 2007 je rovněž členkou Hospodářské komory Ruské federace. Dne 17. prosince 2012 Rodninová podpořila Zákon Dimy Jakovleva, který zakázal adopci ruských sirotků občany USA. Je členkou strany Jednotné Rusko.

## Osobní život
Vystudovala Centrální institut tělesné výchovy (Центральный институт физической культуры). Jejím prvním manželem byl její bruslařský partner Alexandr Zajcev, se kterým má stejnojmenného syna (*1979). Z druhého manželství s byznysmanem a kinoproducentem Leonidem Minkovskim má dceru, Aljonu Minkovski (*1986). V současnosti je rozvedená. V letech 1990–2002 pobývala ve Spojených státech, pak se vrátila do Ruska.

## Ocenění
- 1976 – Leninův řád
- 1989 – uvedena do krasobruslařské Síně slávy
- 1999 – Řád "Za zásluhy vlasti" 3. třídy
- 2009 – Řád "Za zásluhy vlasti" 4. třídy